# مینا (یاهو)

مینا شهری در شهرستان یاهو در استان باله در بورکینافاسوی جنوبی است و جمعیت آن ۵۵۷ نفر است.